# 스탠리 리빙스톤

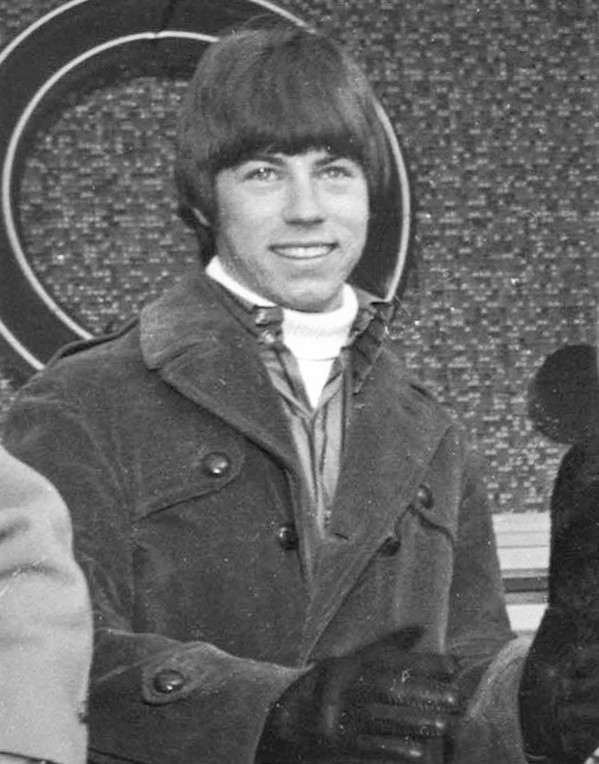

스탠리 리빙스톤(Stanley Livingston, 1950년 11월 24일 ~ )은 미국의 배우, 텔레비전 배우이다.
로스앤젤레스에서 태어났다.

## 방송
- 나의 세 아들

## 영화
- 60피트 센터폴드의 습격 (1995년)
- 비키니 드라이브인 (1995년)
- 나의 세 아들 (1960년)
- 제발 데이지는 먹지 마세요 (1960년)